# Trélissac
Trélissac (okzitanisch: Trelhissac) ist eine französische Gemeinde  mit 7.319 Einwohnern (Stand: 1. Januar 2022) im Département Dordogne in der Region Nouvelle-Aquitaine. Sie gehört zum Arrondissement Périgueux und zum Kanton Trélissac. Die Einwohner heißen Trélissacois und Trélissacoises.
Die Gemeinde erhielt 2022 die Auszeichnung „Zwei Blumen“, die vom Conseil national des villes et villages fleuris (CNVVF) im Rahmen des jährlichen Wettbewerbs der blumengeschmückten Städte und Dörfer verliehen wird.

## Geographie
Der Fluss Isle bildet die südliche Grenze der Gemeinde, die eine banlieue von Périgueux ist.
Umgeben wird Trélissac von den Nachbargemeinden Cornille im Norden, Antonne-et-Trigonant im Nordosten, Bassillac im Südosten, Boulazac im Süden, Périgueux im Südwesten sowie Champcevinel im Westen.
Durch die Gemeinde führen die Route nationale 21 und – davon abgehend – die Route nationale 221.

## Bevölkerungsentwicklung
| 1962                       | 1968 | 1975 | 1982 | 1990 | 1999 | 2006 | 2011 | 2018 |
| -------------------------- | ---- | ---- | ---- | ---- | ---- | ---- | ---- | ---- |
| 3847                       | 5037 | 5502 | 6186 | 6660 | 6422 | 6540 | 7037 | 6821 |
| Quellen: Cassini und INSEE |      |      |      |      |      |      |      |      |

## Sehenswürdigkeiten
- Kirche Notre-Dame de l’Assomption neu/alt, Ruine der ehemaligen Kirche seit 2004 als Monument historique eingeschrieben
- Kapelle Maurilloux aus dem 20. Jahrhundert, Sakralbau in Bunkerform
- Château de Caussade aus dem 15. Jahrhundert, seit 1945 als Monument historique klassifiziert
- Château de la Feuilleraie aus dem 19. Jahrhundert
- Château de la Jarthe aus dem 17. Jahrhundert mit Umbauten im 20. Jahrhundert
- Château de Lauterie aus dem 15. Jahrhundert mit Umbauten im 17. Jahrhundert
- Château Magne aus dem 19. Jahrhundert, seit 2004 als Monument historique eingeschrieben
- Château du Murat aus dem 18. Jahrhundert
- Château de Septfonds aus dem 18. Jahrhundert, Fassaden und Dächer seit 1947 als Monument historique eingeschrieben
- Château de Trélissac
- Herrenhaus Montignac aus dem 18. Jahrhundert
- Chartreuse de la Mothe

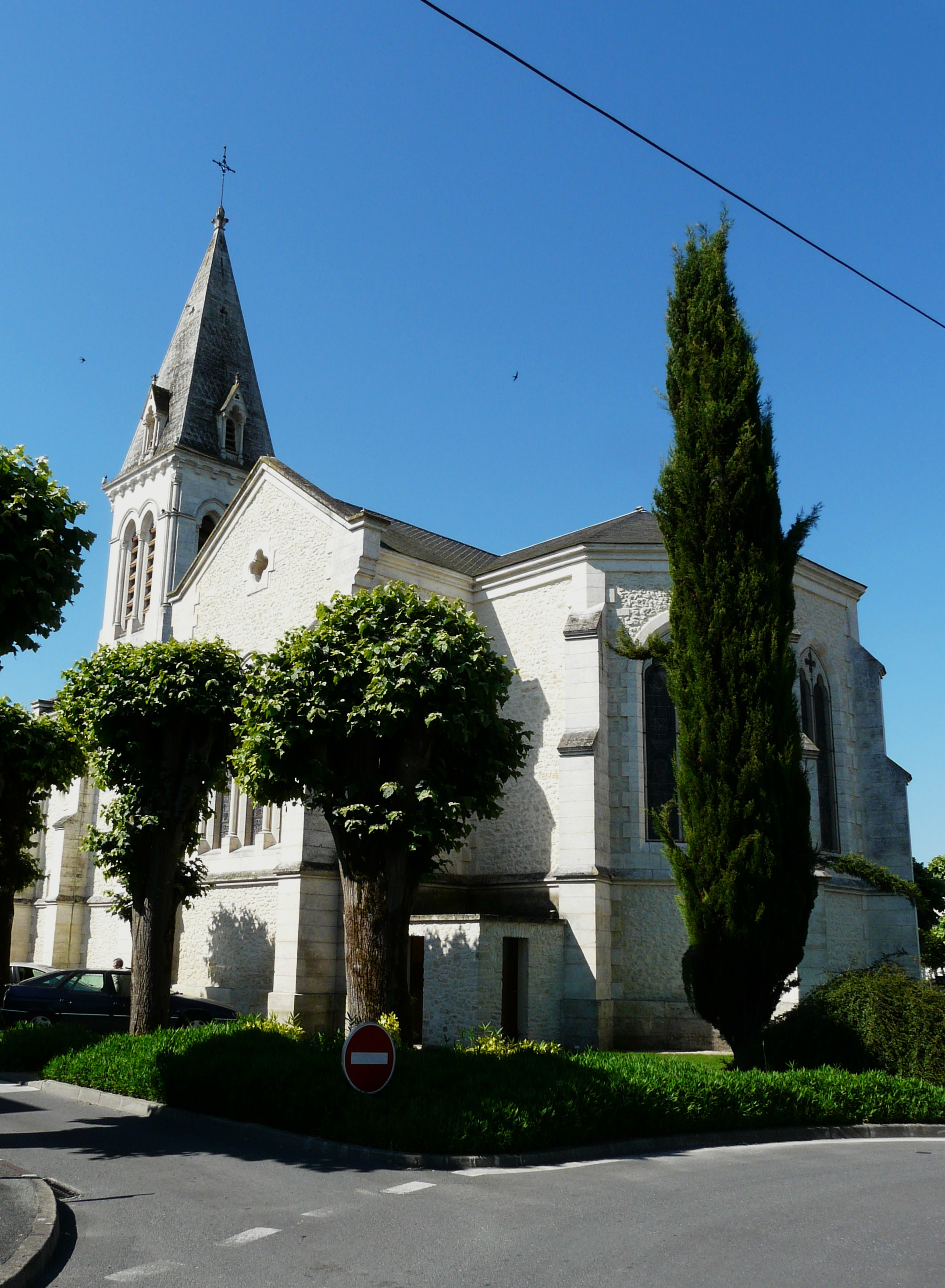
Kirche Notre-Dame de l’Assomption
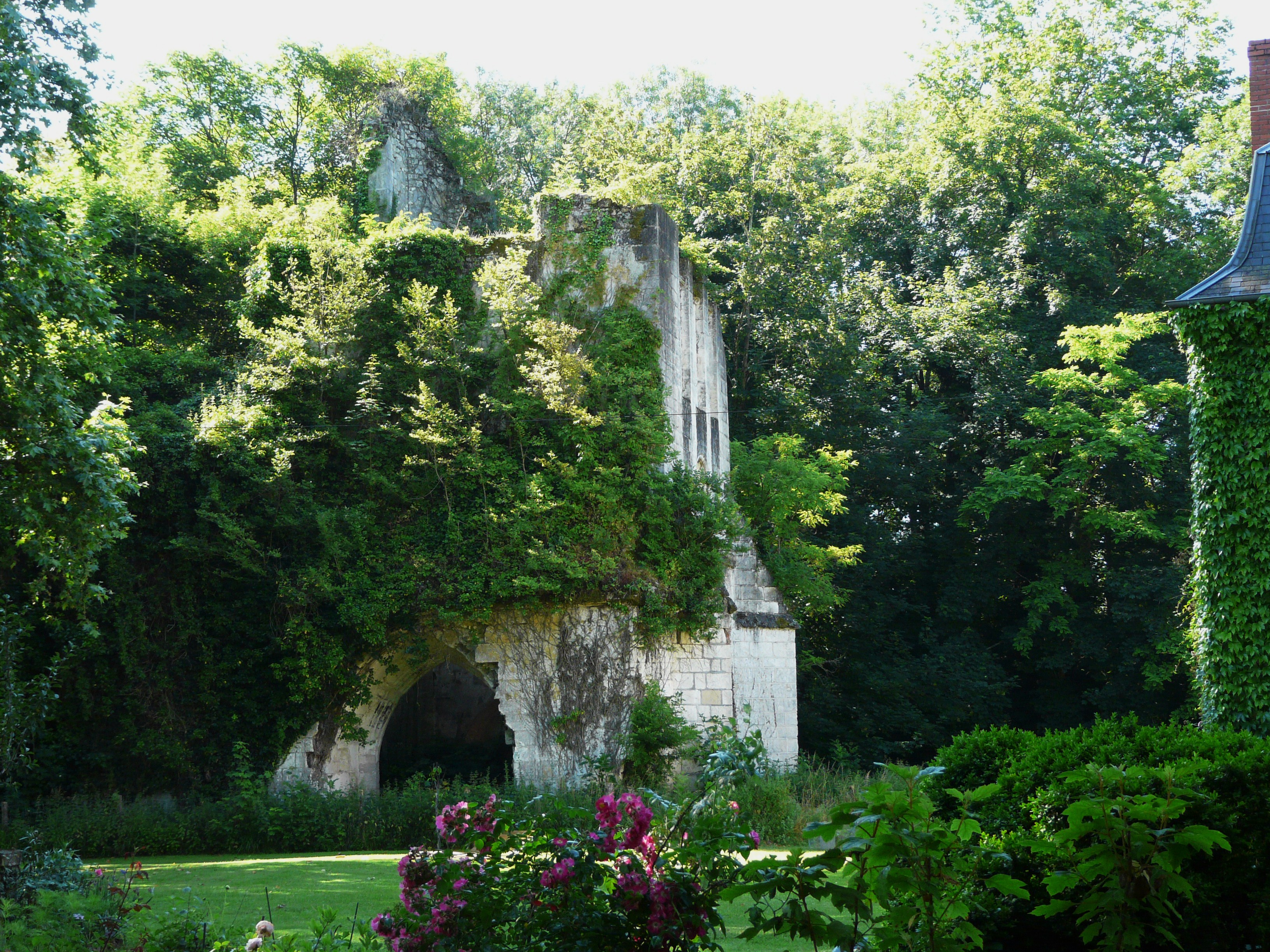
Ruinen der früheren Kirche Notre-Dame
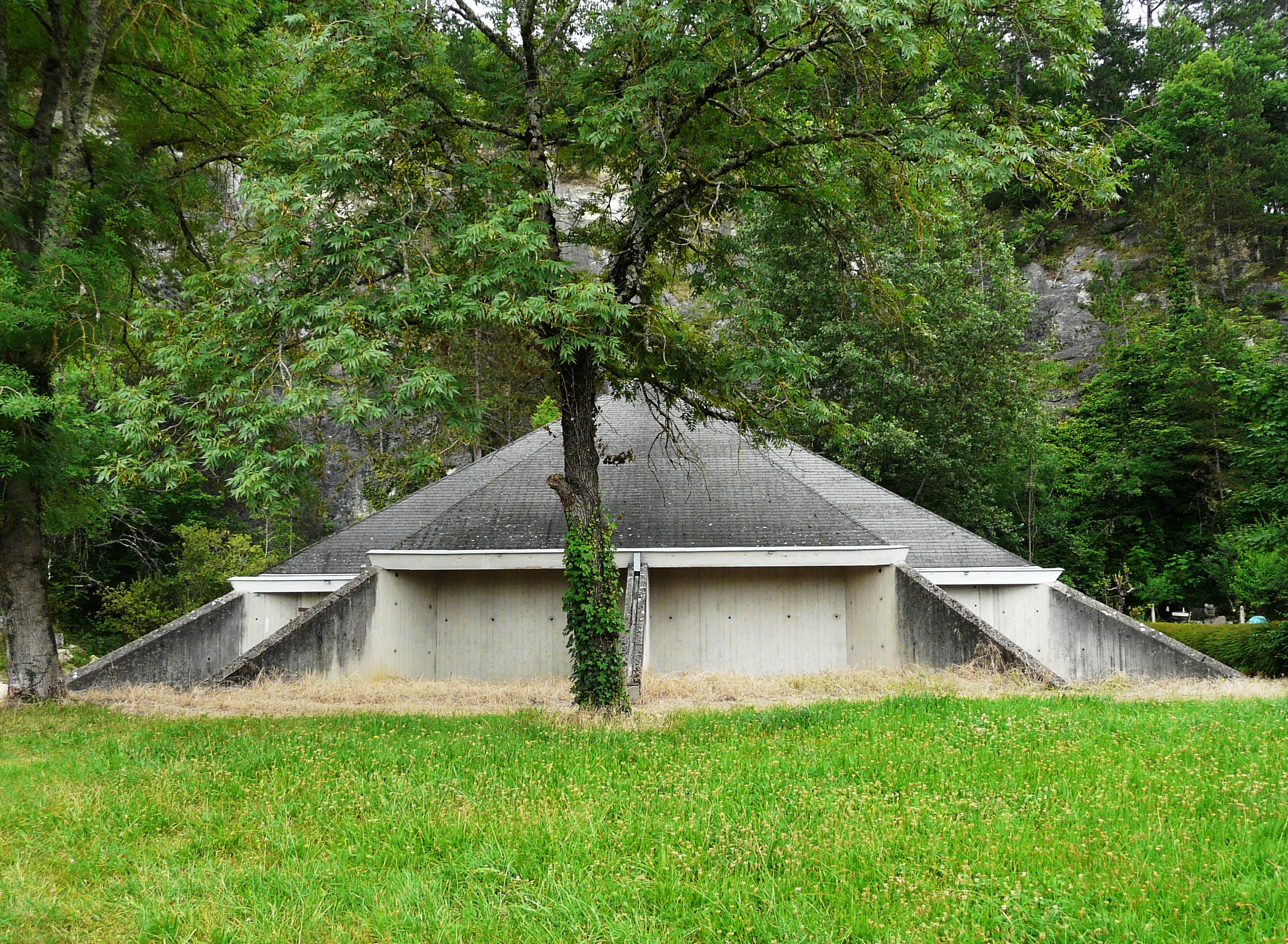
Kapelle Maurilloux
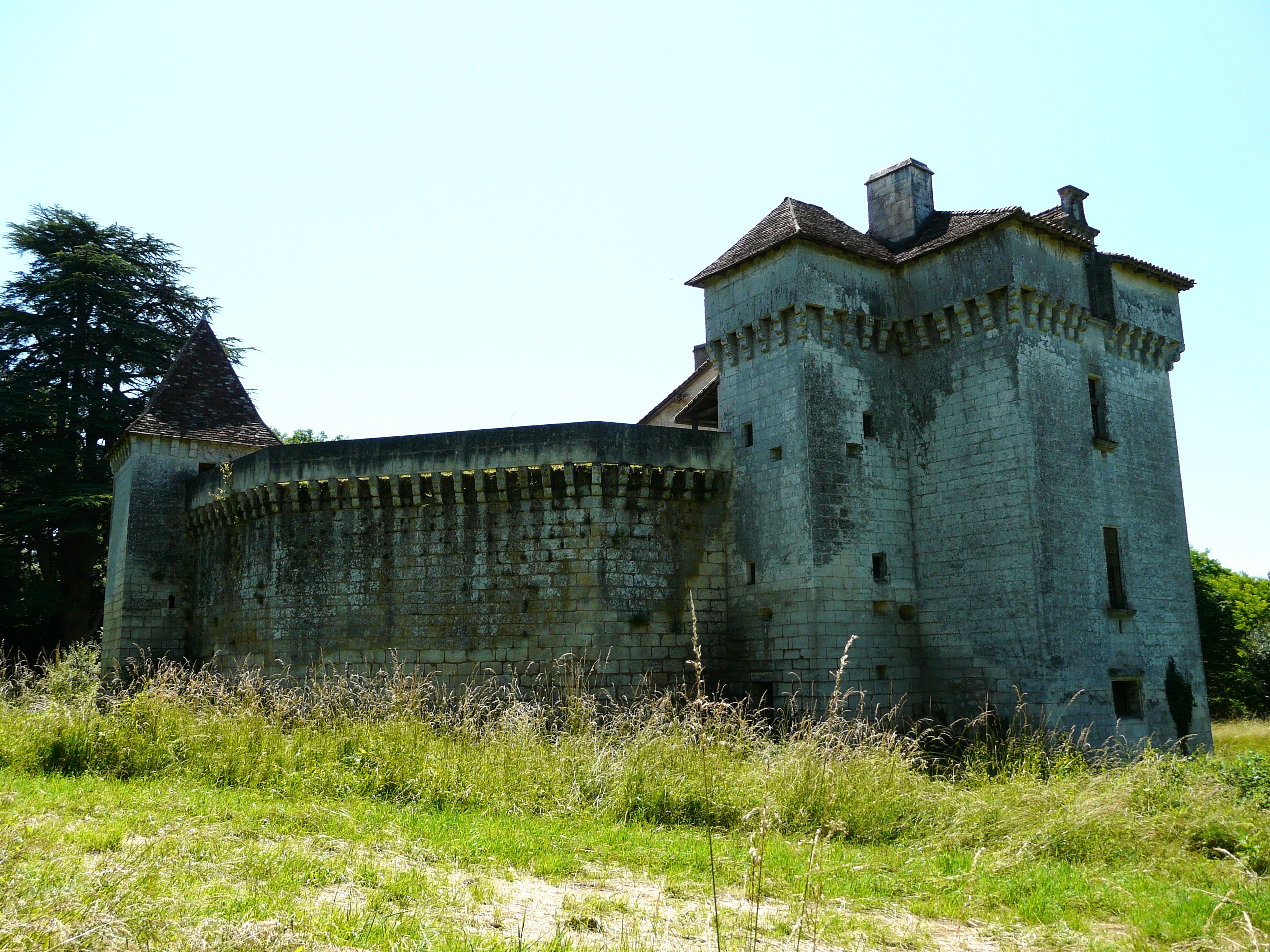
Château de Caussade
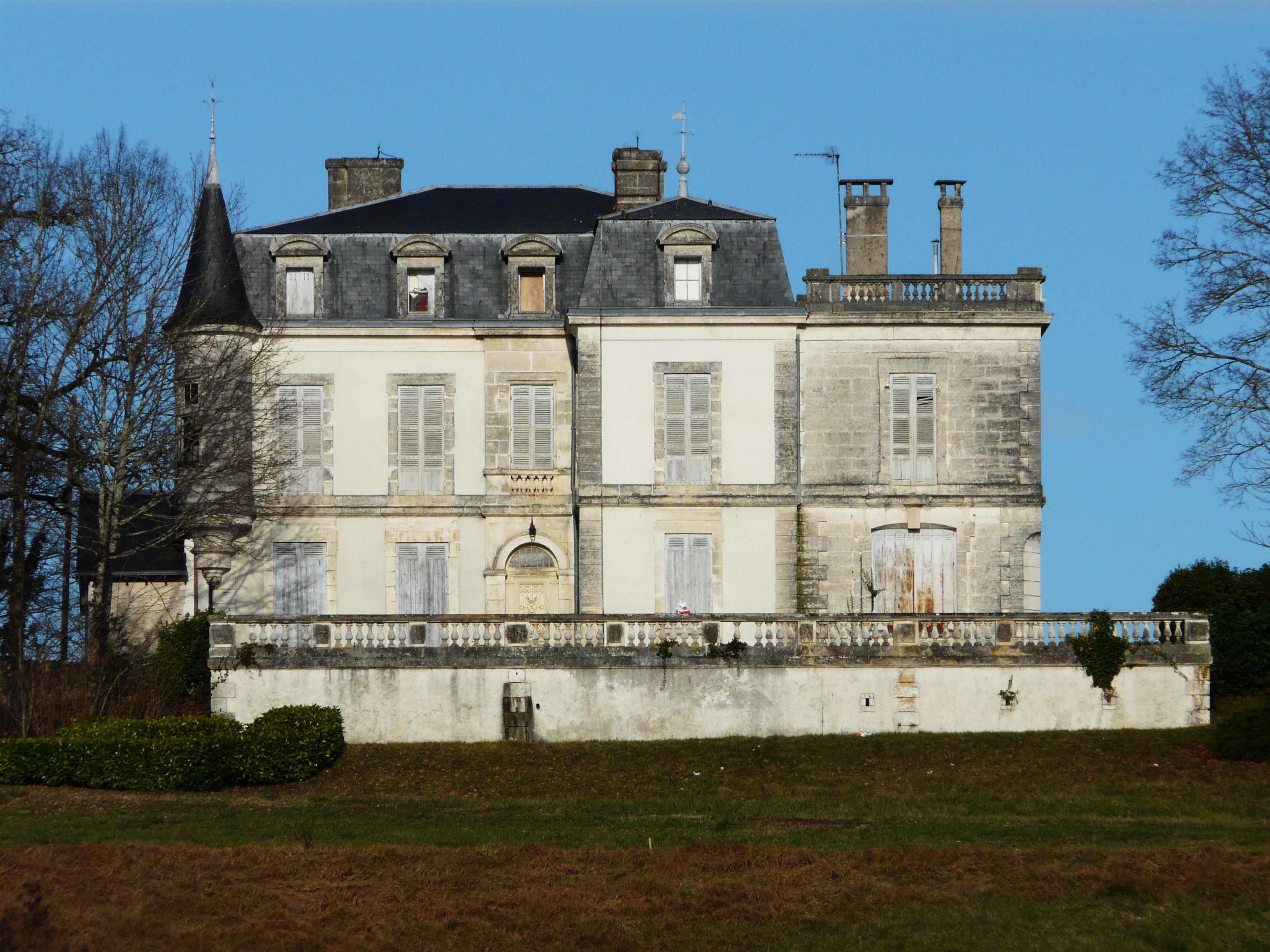
Château de la Feuilleraie
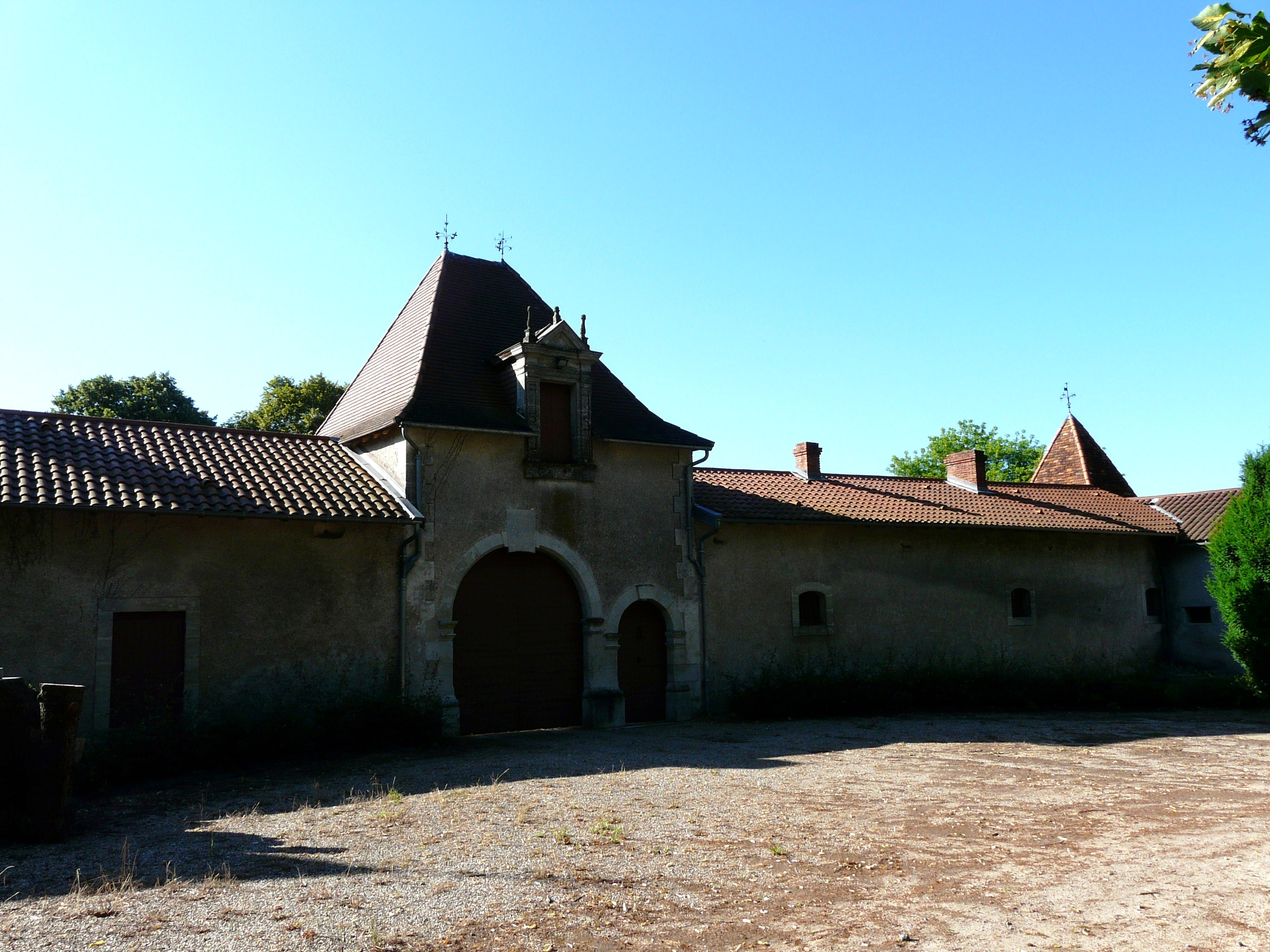
Château de la Jarthe
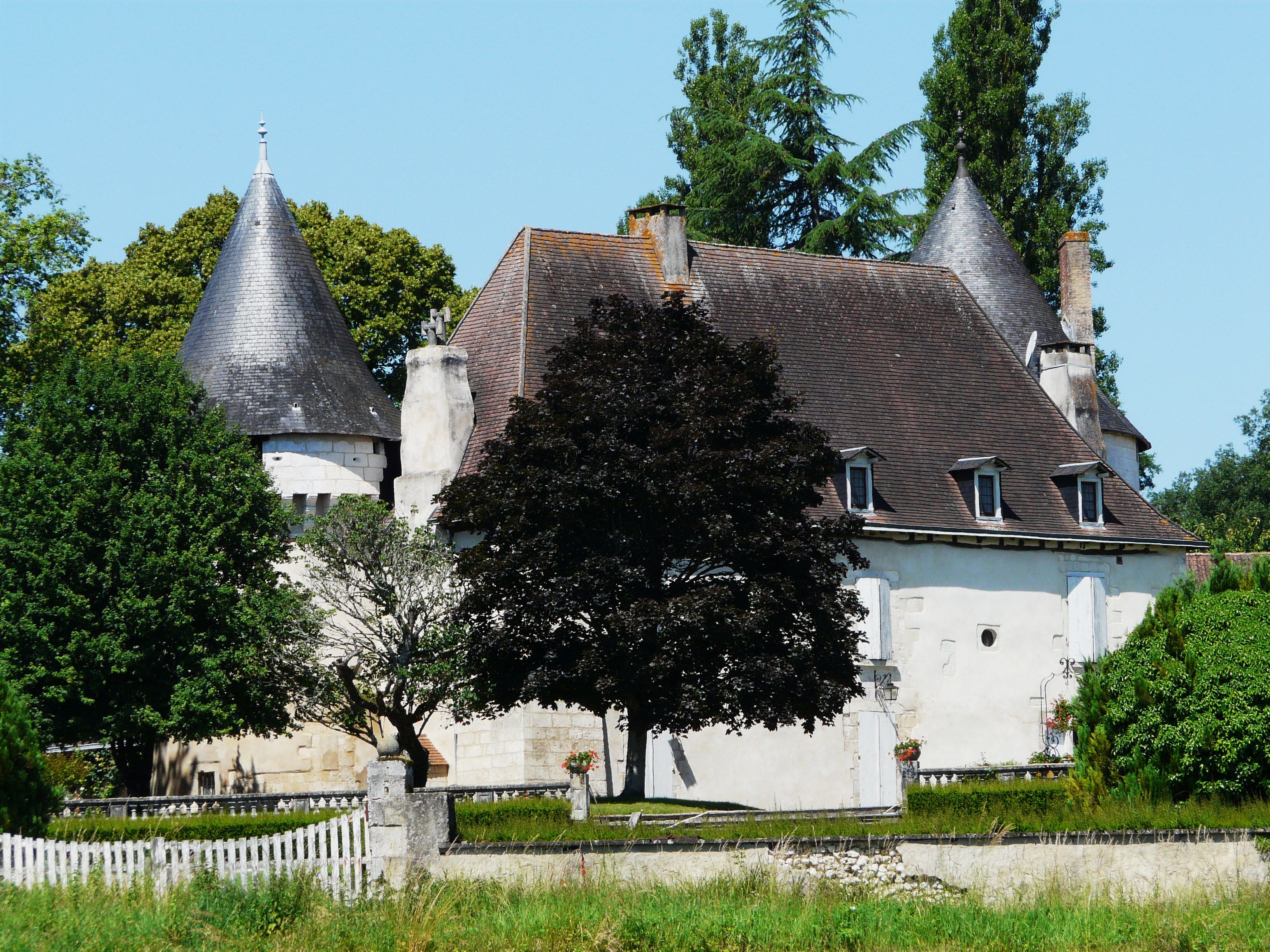
Château de Lauterie
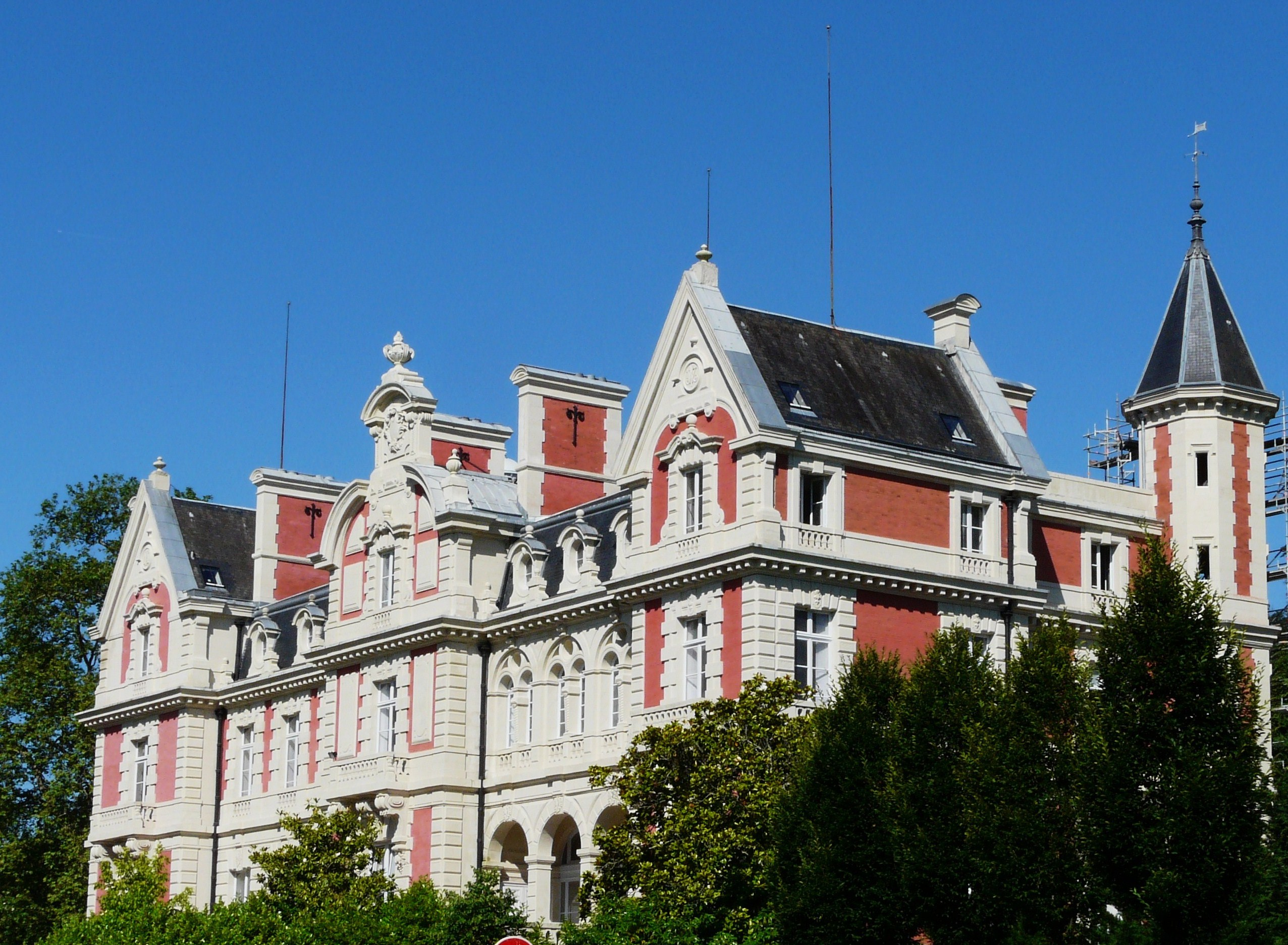
Château Magne
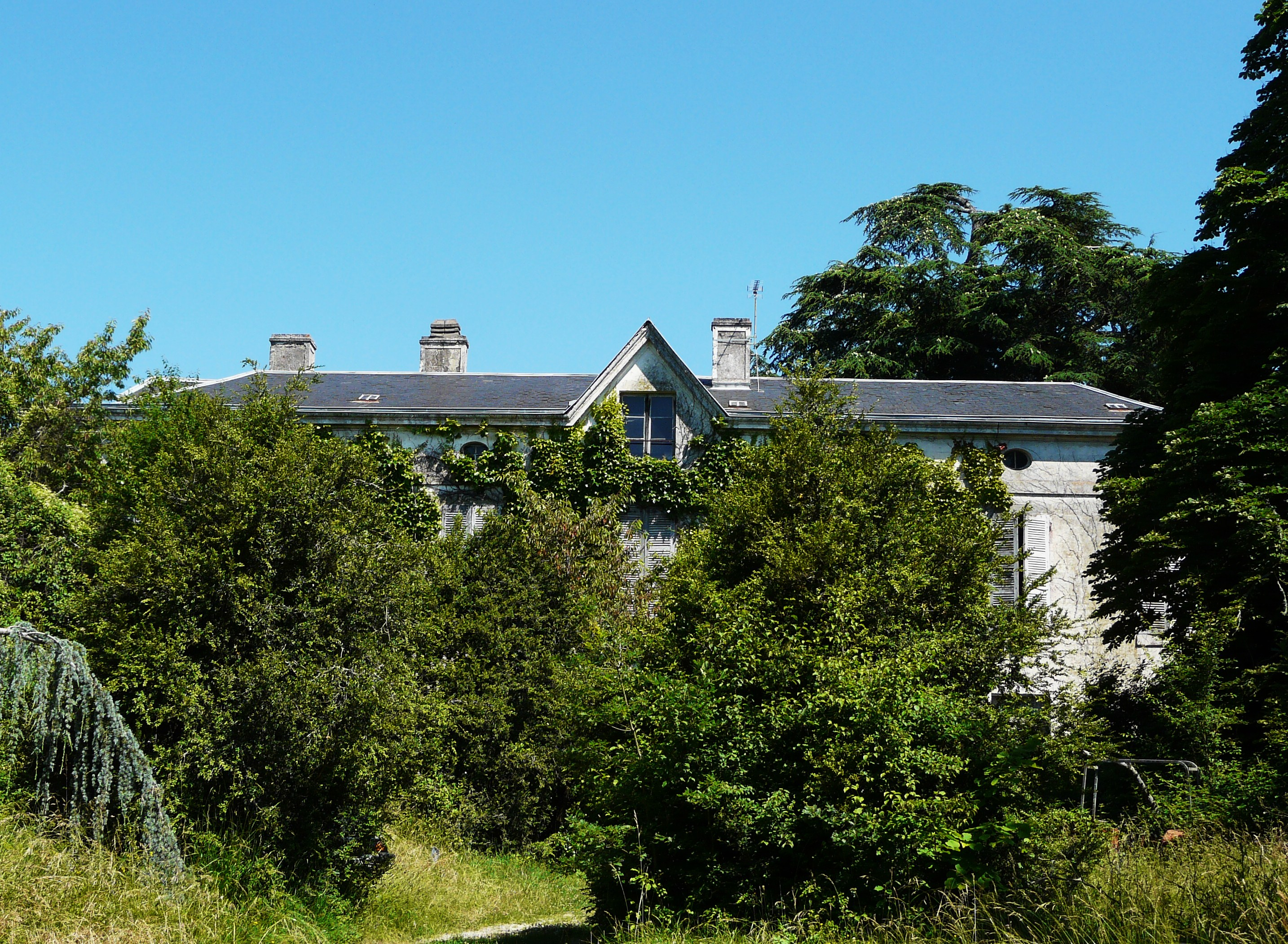
Château du Murat
Château de Septfonts
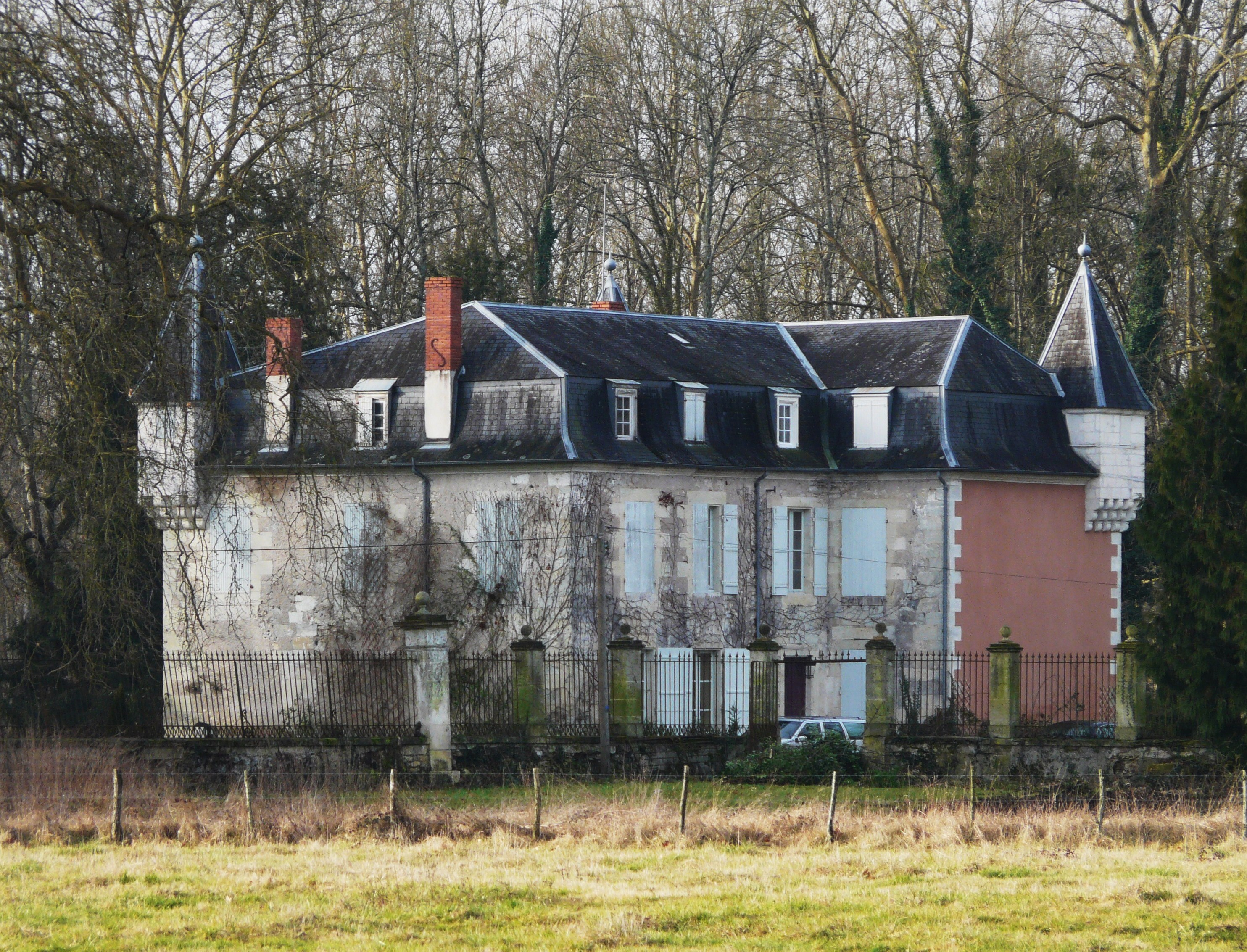
Château de Trélissac
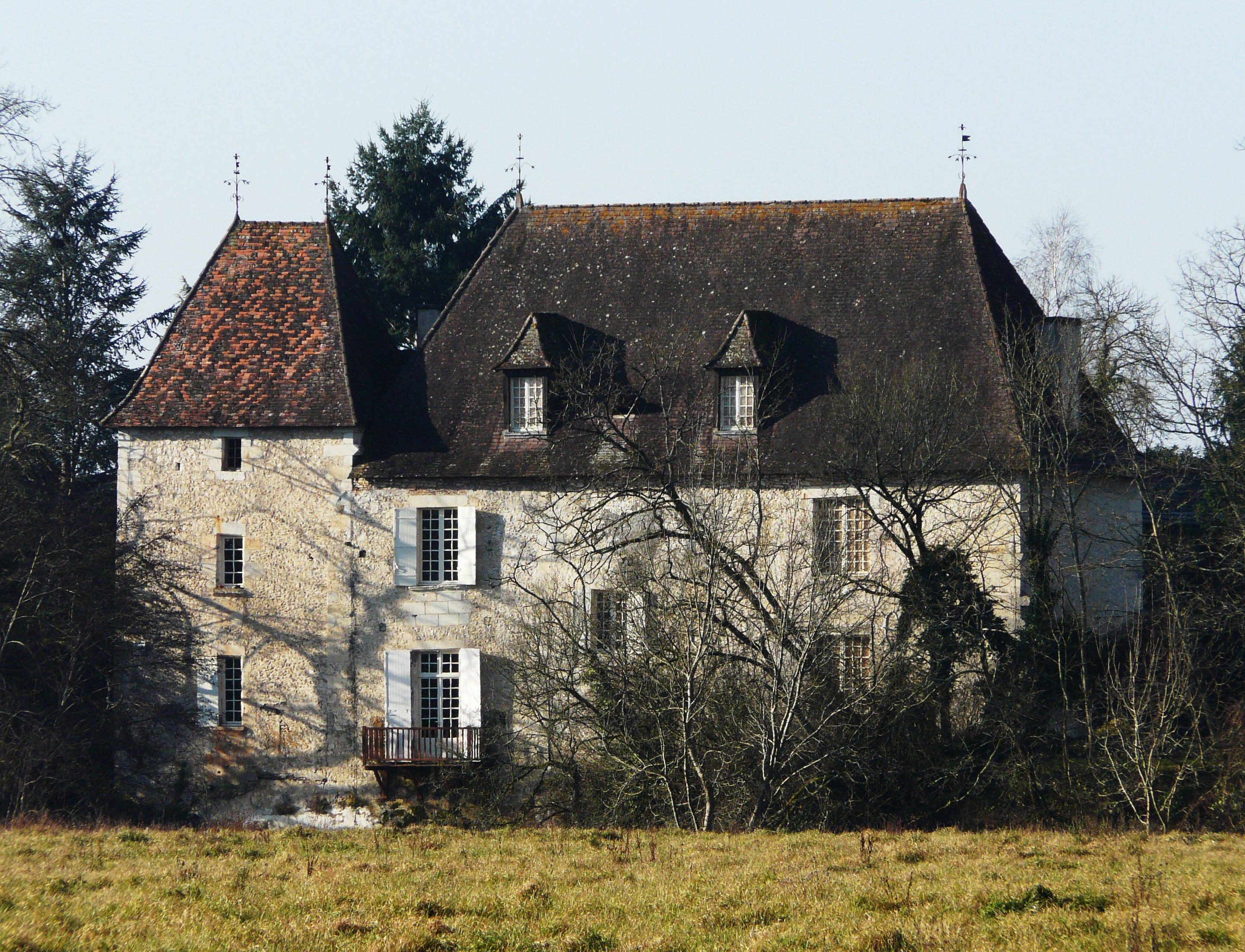
Herrenhaus Montignac
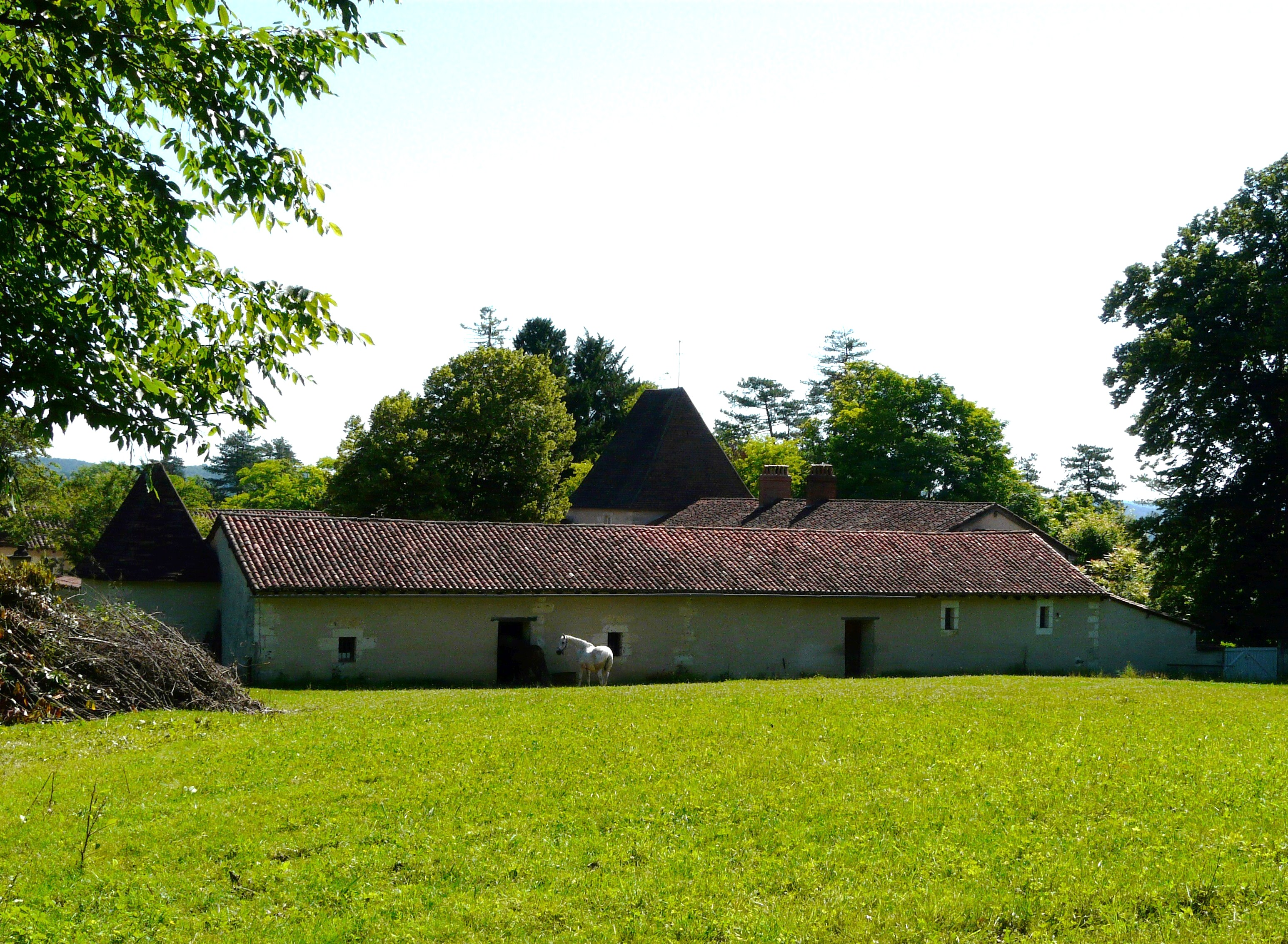
Chartreuse de la Mothe